# پردوره
پردوره (به ایتالیایی: Predore) یک کومونه در ایتالیا است که در استان برگامو واقع شده‌است. پردوره یک کمونه در استان برگامو در ناحیه لومباردی ایتالیا است که 70 کیلومتر با میلان و 25 کیلومتر با برگامو فاصله دارد. 

## خصوصیات
پردوره ۱۱٫۶ کیلومترمربع مساحت و ۱٬۸۳۷ نفر جمعیت دارد و ۱۹۰ متر بالاتر از سطح دریا واقع شده‌است.